# Монти-Алегри-ди-Сержипи
Монти-Алегри-ди-Сержипи (порт. Monte Alegre de Sergipe)  —  муниципалитет в Бразилии, входит в штат Сержипи. Составная часть мезорегиона Сертан штата Сержипи. Входит в экономико-статистический  микрорегион Сержипана-ду-Сертан-ду-Сан-Франсиску. Население составляет 13 064 человека на 2006 год. Занимает площадь 418,5 км². Плотность населения — 31,22 чел./км².

## История
Город основан в 1953 году.

## Статистика
- Валовой внутренний продукт на 2004 составляет 34.780.610,00 реалов (данные: Бразильский институт географии и статистики).
- Валовой внутренний продукт на душу населения на 2004 составляет 2.757,74 реалов (данные: Бразильский институт географии и статистики).
- Индекс развития человеческого потенциала на 2000 составляет 0,568 (данные: Программа развития ООН).